# Gold (album de Trust)
Pour les articles homonymes, voir Gold.
Albums de Trust
Anti best of
(1997) A Live
(1997)
Gold est le titre d'un best-of du groupe de hard rock français Trust sorti le 15 février 1997. Ce CD est ressorti en 2001, sous le titre Les indispensables de Trust.

## Liste des chansons de l'album
| No  | Titre                     | Durée |
| --- | ------------------------- | ----- |
| 1.  | Bosser huit heures        | 3:29  |
| 2.  | Police - Milice           | 2:23  |
| 3.  | Les sectes                | 2:43  |
| 4.  | Saumur                    | 5:52  |
| 5.  | Les brutes                | 5:44  |
| 6.  | Marche ou crève           | 3:53  |
| 7.  | Les armes aux yeux        | 3:51  |
| 8.  | Préfabriqués              | 2:59  |
| 9.  | Ton dernier acte          | 5:09  |
| 10. | Idéal                     | 4:25  |
| 11. | Le pouvoir et la gloire   | 3:35  |
| 12. | Rock'N'Roll Star          | 3:47  |
| 13. | Chacun sa haine           | 3:50  |
| 14. | Antisocial (live de 1992) | 4:34  |